# Gil Vasques Bacelar I
Gil Vasques Bacelar I foi Governador e alcaide-mor da medieval vila de Monção, vila portuguesa no Distrito de Viana do Castelo, região Norte e sub-região do Minho-Lima

## Relações familiares
Foi filho de Vasco Gil Bacelar e de Leonor Afonso de Novais. Casou com Sancha Pires de Abreu de quem teve:
1. Vasco Gil Bacelar II casado com Teresa Anes Parada, filha do fidalgo de origem galega D. Soeiro Anes Parada.
2. Gonçalo Gil Bacelar
3. N (Bacelar) casada com Vasco Fernandes de Castro, Senhor do Couto de Caldelas.